# André Sanac
André Sanac (conegut pel sobrenom d'El Senyor de Trullars), va néixer el 4 d'agost del 1929 a Trullars (Rosselló, Catalunya del Nord), d'una família de viticultors, activitat que continuaria ell mateix a Trullars i el seu fill a Sant Genís de Fontanes. Va morir el 5 de febrer del 2015 a Trullars.
Va ser jugador de rugbi a 15, i va formar part de l'equip de França i de l'USAP en la posició de segona línia. Les seves mesures físiques eren 1,80 m i 103 kg.